# Agua Blanca, Guanajuato
Agua Blanca är en ort i Mexiko.   Den ligger i kommunen Comonfort och delstaten Guanajuato, i den centrala delen av landet, 220 km nordväst om huvudstaden Mexico City. Agua Blanca ligger 1 986 meter över havet och antalet invånare är 311.
Terrängen runt Agua Blanca är kuperad. Runt Agua Blanca är det ganska tätbefolkat, med 111 invånare per kvadratkilometer. Närmaste större samhälle är San Miguel de Allende, 16,6 km norr om Agua Blanca. I omgivningarna runt Agua Blanca växer huvudsakligen savannskog.